# Teen Titans (animatieserie)
Teen Titans is een Amerikaanse animatieserie gebaseerd op het gelijknamige superheldenteam van DC Comics. De serie werd bedacht door Sam Register en Glen Murakami, en geproduceerd door Warner Bros. Animation.
In Amerika liep de serie van 19 juli 2003 tot 16 januari 2006 met een totaal van 65 afleveringen. De serie is ook een tijdje in Nederland uitgezonden op SBS6 en Net5.

## Inhoud
De serie is gebaseerd op de strips van DC Comics, en dan met name het Teen Titans team uit begin jaren 80. De serie draait voornamelijk om een kernteam van 5 helden, allemaal nog tieners: Robin, Starfire, Cyborg, Beast Boy, en Raven. Later in de serie duikt nog een tweede team op genaamd “Titans East”. Verder krijgen beide teams geregeld versterking van andere helden.
Uniek aan de serie is dat de helden in de serie blijkbaar geen alter-ego’s of geheime identiteiten hebben. Ze zijn de hele tijd actief als helden. De producers kozen hier bewust voor omdat volgens hen jonge kijkers zich zo beter zouden kunnen identificeren met de personages.
De serie focust zich naast actie ook op de personages, de interactie tussen hen en hun typische problemen als tieners. Tevens zijn de personages in de serie duidelijk een stuk jonger dan hun stripversies. De serie maakte veel gebruik van humor.
Het hoofdkwartier van de Titans is een enorme T-vormige toren, die deels dient als hightech commandocentrum en deels als hangplek en appartement. De toren staat in Jump City.
Seizoen 2 en 4 waren gebaseerd op twee van de populairste verhaallijnen uit de Teen Titans strips: "Judas Contract" en "Terror of Trigon". Tot aan seizoen 5 gebruikte de serie vooral het “schurk van de week” formaat, waarin het team in elke aflevering een nieuwe schurk moet bevechten.

## Animatiestijl
De animatiestijl van Teen Titans is duidelijk anders dan die van andere animatieseries gebaseerd op DC Comics. De animatiestijl is grotendeels beïnvloed door anime. Deze tekenstijl werd echter niet door iedereen gewaardeerd, en vormde een veelgehoord punt van kritiek.

## Cast

### Helden
Teen Titans
Titans East
Andere helden

### Schurken
Hoofdschurken
H.I.V.E Five

## Connecties met andere serie
Hoewel Teen Titans over het algemeen als een opzichzelfstaande serie wordt gezien, zijn er geruchten dat de serie onderdeel is van het DC Animated Universe. Dit is echter lastig na te gaan daar de serie geen crossover bevat met een andere serie uit het DC Animated Universe.
De enige mogelijke connectie werd gegeven in een aflevering van de serie Static Shock, die zelf een cross-over was met The New Batman Adventures. Hierin vroeg Virgil Hawkins aan Batman waar Robin was, waarop Batman antwoordde “hij is bij de Titans”. Maar omdat in Teen Titans Robin nooit zijn ware identiteit onthult, is het niet duidelijk of de Robin uit “Teen Titans” en de Robin uit “The New Batman Adventures” inderdaad een en dezelfde zijn. Toch zijn er aanwijzingen dat de Robins verschillend zijn. Zo is de Robin in Batman Tim Drake en waarschijnlijk is de Robin in Teen Titans Dick Grayson. Dit kun je zien in de afleveringen "Haunted", waar Raven in het hoofd van Robin duikt en je de dood van Dick Graysons ouders ziet (twee figuren vallen naar beneden in een circustent), en in "Fractured" is er een Robinfiguur uit een andere dimensie die Nosyarg Kcid heet ("Dick Grayson achterstevoren")

## Afleveringen

### Seizoen 1
1. Divide and Conquer
2. Sisters
3. final exam
4. Forces of Nature
5. The Sum of His Parts
6. Nevermore
7. Switched
8. Deep Six
9. Masks
10. Mad Mod
11. Car Trouble
12. Apprentice (1)
13. Apprentice (2)

### Seizoen 2
1. How Long Is Forever?
2. Every Dog Has His Day
3. Terra
4. Only Human
5. Fear Itself
6. Date With Destiny
7. Transformation
8. Titan Rising
9. Winner Take All
10. Betrayal
11. Fractured
12. Aftershock (1)
13. Aftershock (2)

### Seizoen 3
1. Deception
2. X
3. Betrothed
4. Crash
5. Haunted
6. Spellbound
7. Revolution
8. Wavelength
9. The Beast Within
10. Can I Keep Him?
11. Bunny Raven or How to Make a Titananimal Disappear
12. Titans East (1)
13. Titans East (2)

### Seizoen 4
1. Episode 257-494
2. The Quest
3. Birthmark
4. Cyborg the Barbarian
5. Employee of the Month
6. Troq
7. The Prophecy
8. Stranded
9. Overdrive
10. Mother Mae-Eye
11. The End (1)
12. The End (2)
13. The End (3)

### Seizoen 5
1. Homecoming (1)
2. Homecoming (2)
3. Trust
4. For Real
5. Snowblind
6. Kole
7. Hide and Seek
8. Lightspeed
9. Revved Up
10. Go!
11. Calling All Titans
12. Titans Together
13. Things Change

## Films
Op 6 januari 2007 werd de animatiefilm Teen Titans: Trouble in Tokyo uitgebracht op video. Eerder was hij al te zien op tv.
Er zijn plannen van Warner Bros om meer Teen Titans films te maken. Een tweede film, Teen Titans: The Judas Contract, zou gepland zijn voor 2008, en zou geannuleerd zijn maar is toch uitgekomen in 2017.
In 2018 kwam Teen Titans Go To The Movies uit.